# サンドイッチ
- サンドイッチ
- サンドウィッチ

サンドイッチ（英: sandwich）とは、パンなどに肉や野菜、卵等の具を挟んだり、乗せたりした料理。
イギリスのティーサンドイッチのような薄いパンで具を挟んだものが代表的だが、広義にはハンバーガーや中近東のピタポケットなどの様々な形状のパンで挟んだもの、オープンサンドイッチのように具をパンに乗せたもの、プランテインなどのパン以外の食材で挟んだものも含む。
日本語では「サンドウィッチ」とも表記されることがあるが、表記揺れであり「サンドイッチ」との意味の違いは無い。

## 概要

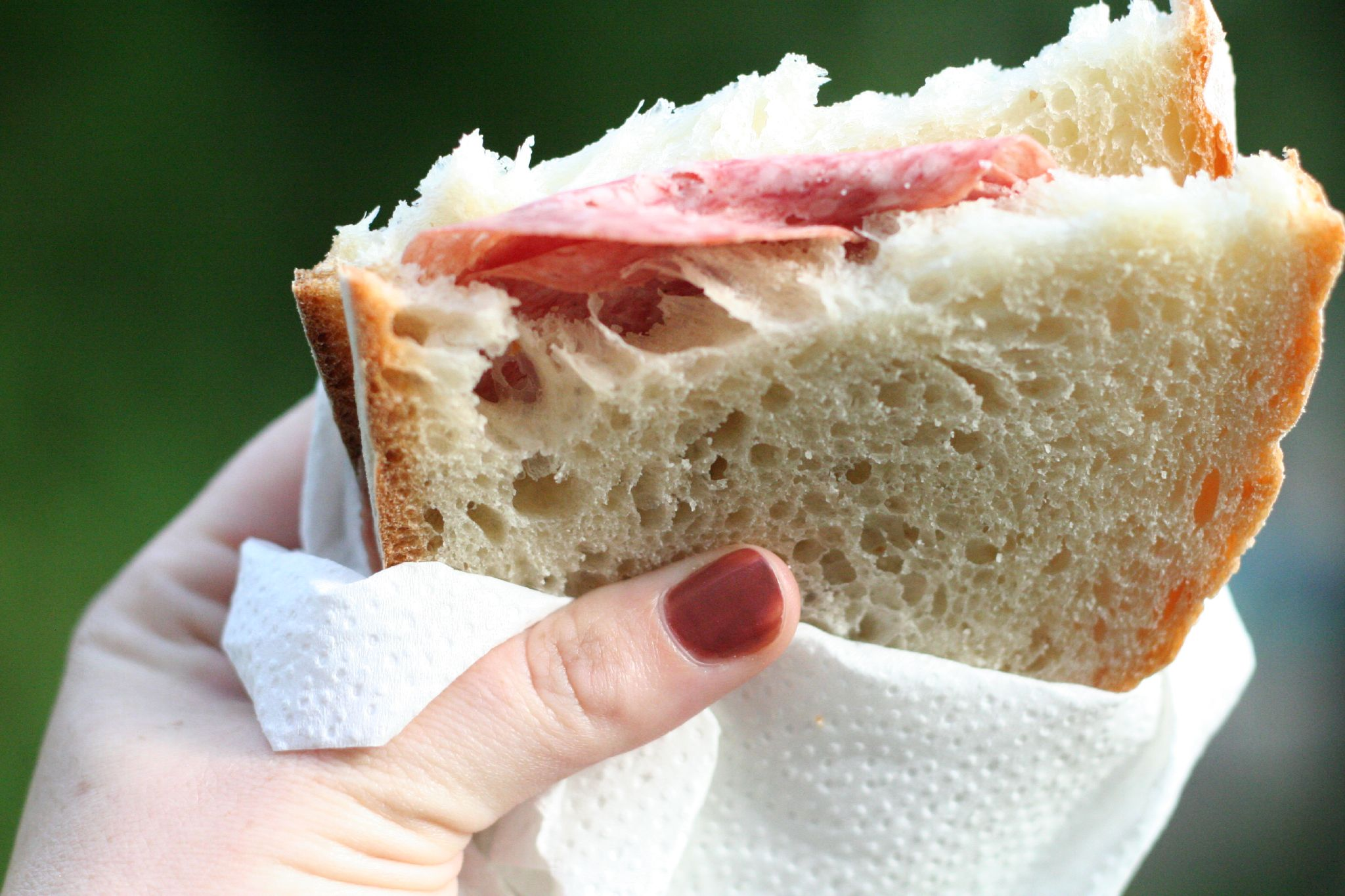
サンドイッチは持ち運んで、食卓が無い場所で、手でつかんで食べられる。

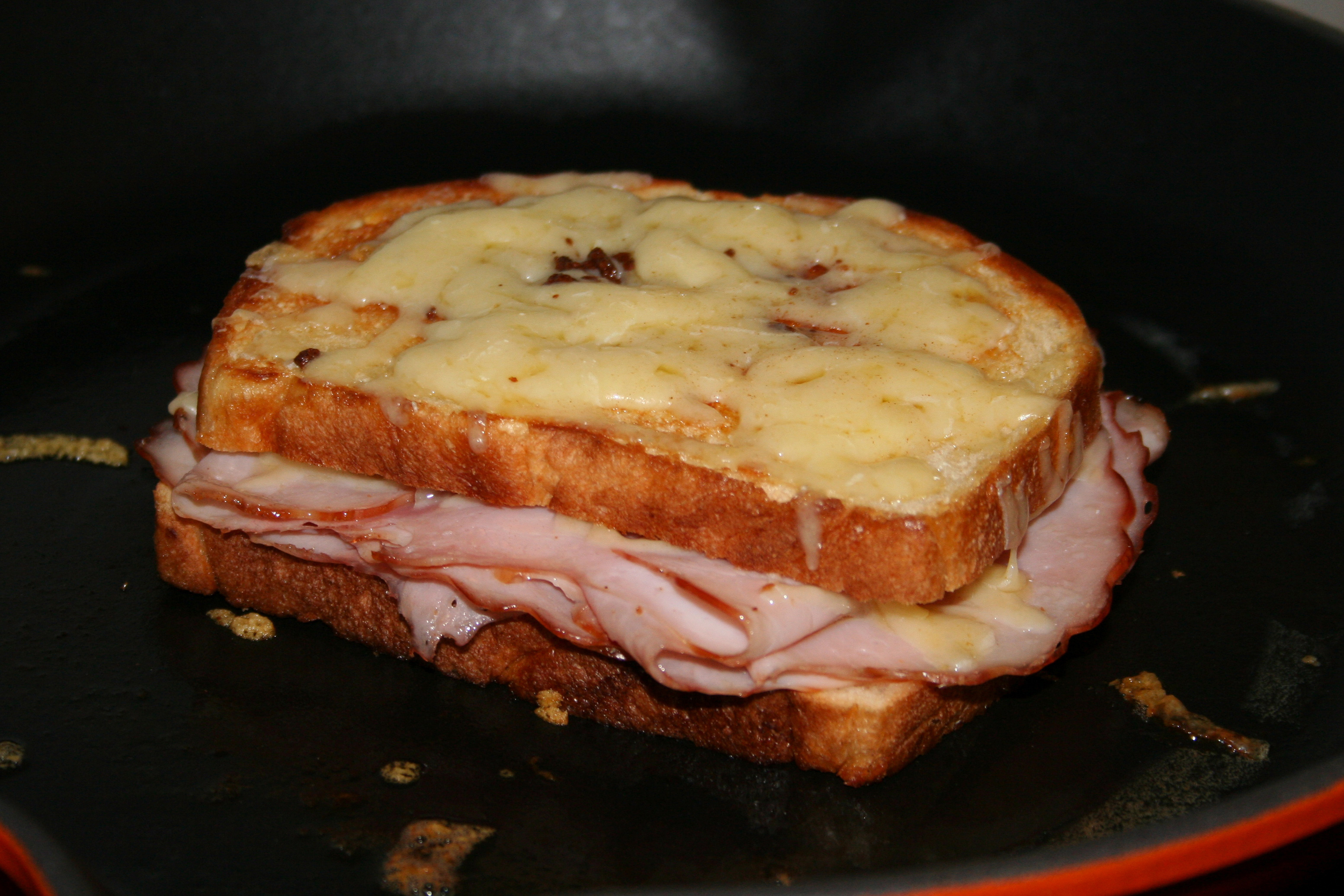
フランスで広く食べられているクロックムッシュ。熱いチーズなどがむき出しになっており手でつかんで食べるのは難しく、ナイフ・フォークを使って食べる人が多い。ホットサンドイッチの一種。

調理は簡単で、食べる時も食卓や食器を必要とせず手でつかんで簡単に食べることができ、具材次第で栄養バランスもよくなるので、世界中で食べられている。
代表的なファストフードであり、アメリカのデリカテッセンや日本のコンビニなどの小売店で売られるほか、列車の駅弁や、航空機の機内食として提供される。アメリカ軍の戦闘糧食の一種であるファースト・ストライク・レーションは、ポケットサンドイッチ類を主体として構成されている。
欧米では職場や外出先で食べる昼食（弁当）として自宅で作って紙袋に詰めて持参したり、ピクニックなどに持って行くことが多い。
サンドイッチには様々なタイプがある。具を挟まずにパンに乗せただけのタイプは「オープンサンドイッチ」と呼ばれる。例えばライ麦パンの上に多彩な具材を乗せたデンマーク料理・スモーブローがある。細切りした耳なし食パンに、薄切りにした具を乗せ、端から円筒状に巻いたものはロールサンドイッチやロールサンドと呼ばれる。棒状（長楕円状）のパンを厚く二つにスライスして具材を挟んだものは潜水艦に見立てられて「サブマリンサンドイッチ（サブ）」と呼ばれている。サブウェイやクイズノス・サブがファストフードとして世界的に普及させた。加温調理したものは「ホットサンドイッチ」に分類される。例えばフランスのクロックムッシュや、専用器具で両面を焼いたものなどがある。それに対して冷たいパンや具材だけで作るサンドイッチを「コールドサンドイッチ」と分類することがある。バリエーションとして、パンに具材を挟んだものに溶き卵を絡めて油で揚げたモンテクリストサンドイッチ等もある。
各国の独特の食べ物と認知されているものには（広義の）サンドイッチであるものもある。イタリア料理のパニーノ、フランス料理の前菜で供されるカナッペ、アメリカ料理のハンバーガーやホットドッグなどはサンドイッチの一種である。
日本では食パンに具を挟んだものが主流である。

## 歴史

### 発祥と発展
パン等に具を挟んで食べる料理法は、古代ローマのオッフラ （offula）、インドのナン、中東のピタ、メキシコのタコスやブリート等、世界各地で古くから自然発生したと考えられる。
西アジアから北アフリカにいたる地域では、料理を食べる際、平たいパンで食べ物をすくったり包んだりして食べる文化がある。1世紀のユダヤ教のラビであったヒレルは、過越の際に犠牲の仔羊の肉と苦い香草を昔風の柔らかいマッツァー（無発酵の平たいパン）に包んだとされる。ヒレルが作った料理は「コレフ」と呼ばれ、現代では肉の代わりに甘い木の実のペーストであるハロセットを、マーロールの代わりにホースラディッシュを詰めて食されている。
中世ヨーロッパでは古く硬くなった粗末なパンを食べ物の下に敷く皿代わり（トレンチャー）に使った。下敷きのパンは食べ物の汁を吸うので、これを食事の最後に食べたり、満腹の場合には乞食や犬に与えたりした。トレンチャーは「中世のサンドイッチ」と言われることもあるが、パンと具を一緒に食べるサンドイッチと違い、トレンチャーと上に載せた食べ物を一緒に食べることは無かった。
17世紀のイギリスの博物学者ジョン・レイは、ネーデルラントの居酒屋の記述として、垂木に吊るされている牛肉を「薄くスライスされ、バターを塗ったパンの上にのせて食べられる」と記している。このような詳細な記述があったことは、逆説的に当時のイギリスではそのような食べ方が一般的でなかったことを示している。
サンドイッチは初めは、夜の賭博や飲酒の際の食べ物であったが、その後、ゆっくりと上流階級にも広がり始め、貴族の間で遅い夜食としても食べられるようになった。19世紀にはスペインやイングランドで爆発的に人気が高まった。当時は工業社会の勃興期であり、労働者階級の間で早い・安い・携帯できる食べ物としてサンドイッチは不可欠なものとなった。
同時期にヨーロッパ以外でもサンドイッチは広まりはじめたが、アメリカでは、大陸とは異なり夕食に供される手の込んだ料理となった。20世紀初期までには、地中海地方と同様に、アメリカでもサンドイッチは人気のある手軽な食べ物となった。

### 「サンドイッチ」の語源
「サンドイッチ」の語源について、サンドウィッチ伯爵が賭博しながら食べられる料理としてサンドイッチを発明したとする説がある。しかし、これは俗説である。
M. モートンの調査によれば16世紀から17世紀イギリスではパンで具を挟んだ食べ物は、単に “bread and meat” または “bread and cheese” などと呼ばれていた。「サンドイッチ」の語の初出は、エドワード・ギボンの日記（1762年11月24日）にある。
1760年代から1770年代にかけて「サンドイッチ」という名称は一般に普及し定着した。
しかし、当時のサンドウィッチ伯爵であったジョン・モンタギューがサンドイッチを発明したとか、サンドイッチを好んで食べたといった記録は無く、料理の起源とは無関係についた名前だと思われる。
サンドウィッチ伯爵の評伝を著したニコラス・ロジャーによれば「サンドイッチ」の名前の由来について唯一の情報源は、ピエール＝ジャン・グロスレによる、1765年のロンドン滞在の印象をまとめた著作『ロンドン Londres』（1770年。英訳はA Tour to London 1772年）の中の次のゴシップだという。
しかし、ロジャーはグロスレの記述について、「1765年当時のモンタギューは要職にあって多忙を極めていたために、徹夜の賭博に割くような時間は無い」と疑問を呈している。

## 各国のサンドイッチのパンと具

### 構成

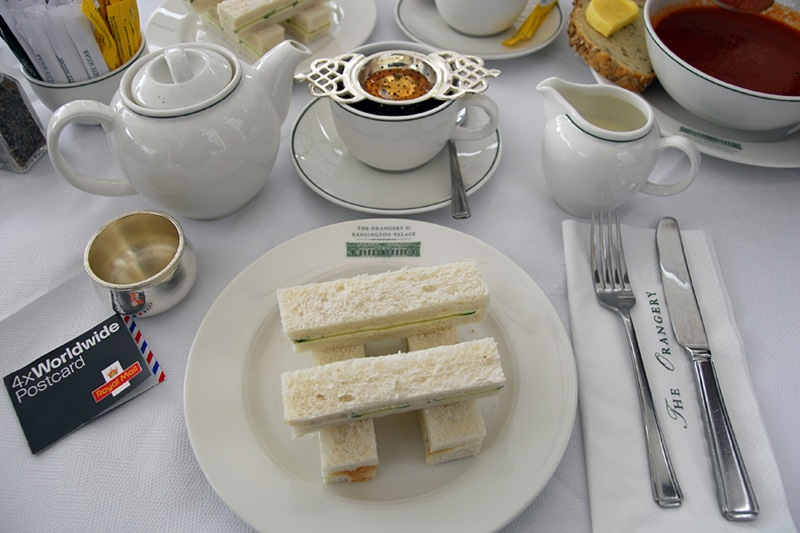
イギリスのケンジントン宮のオランジュリーで出されたキュウリサンドイッチ。パンの白い部分だけを用いている。

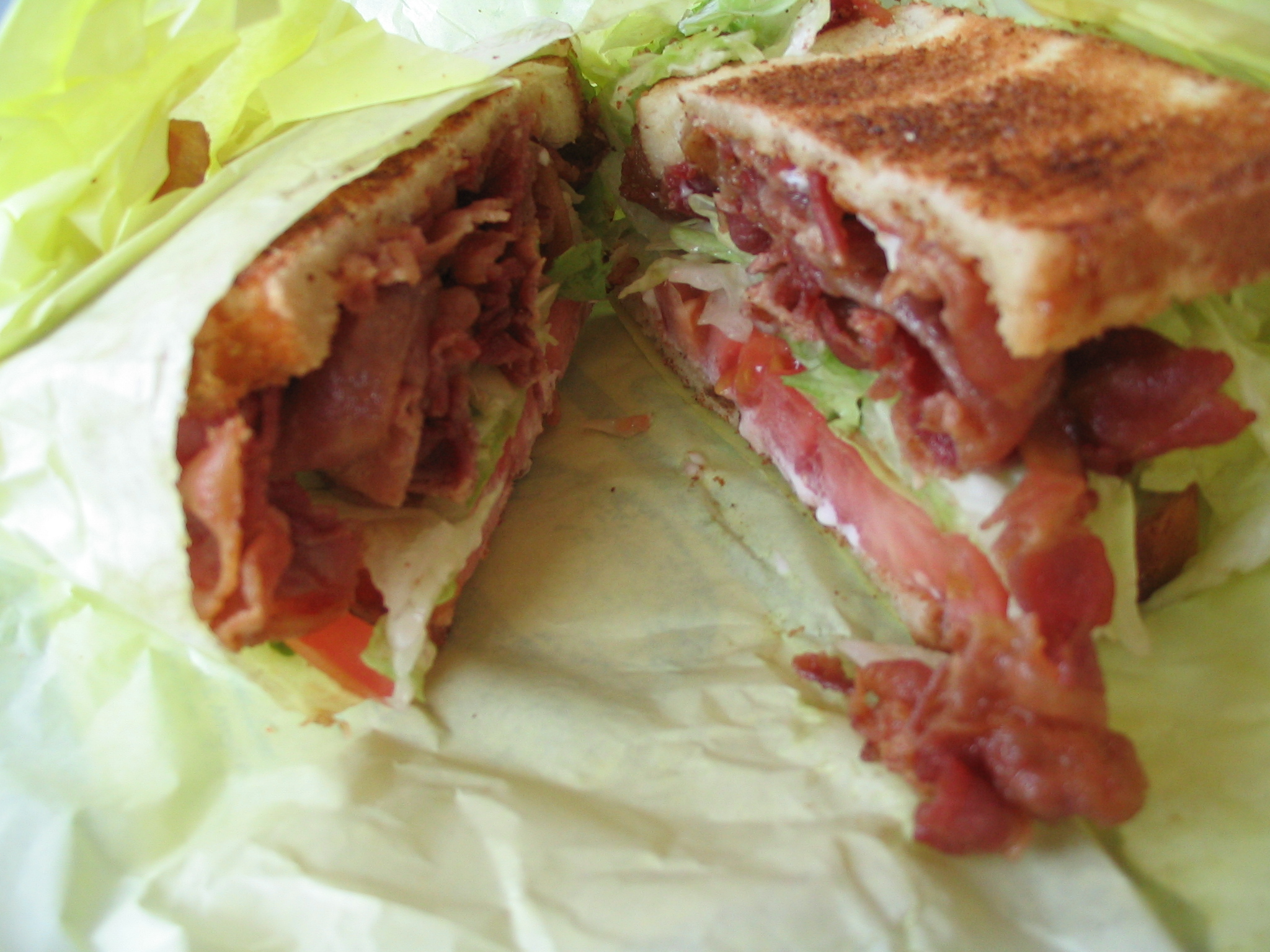
BLTサンドイッチ

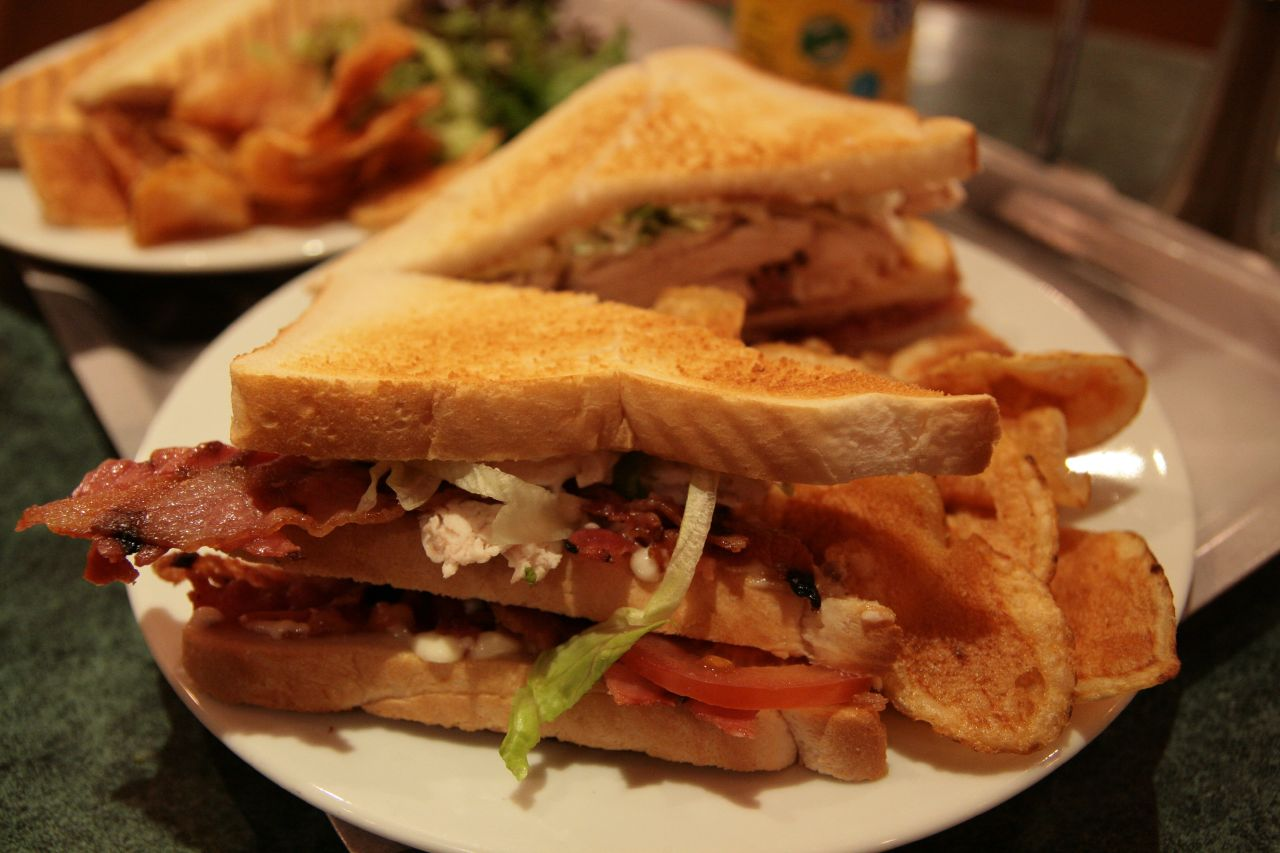
アメリカンクラブハウスサンド

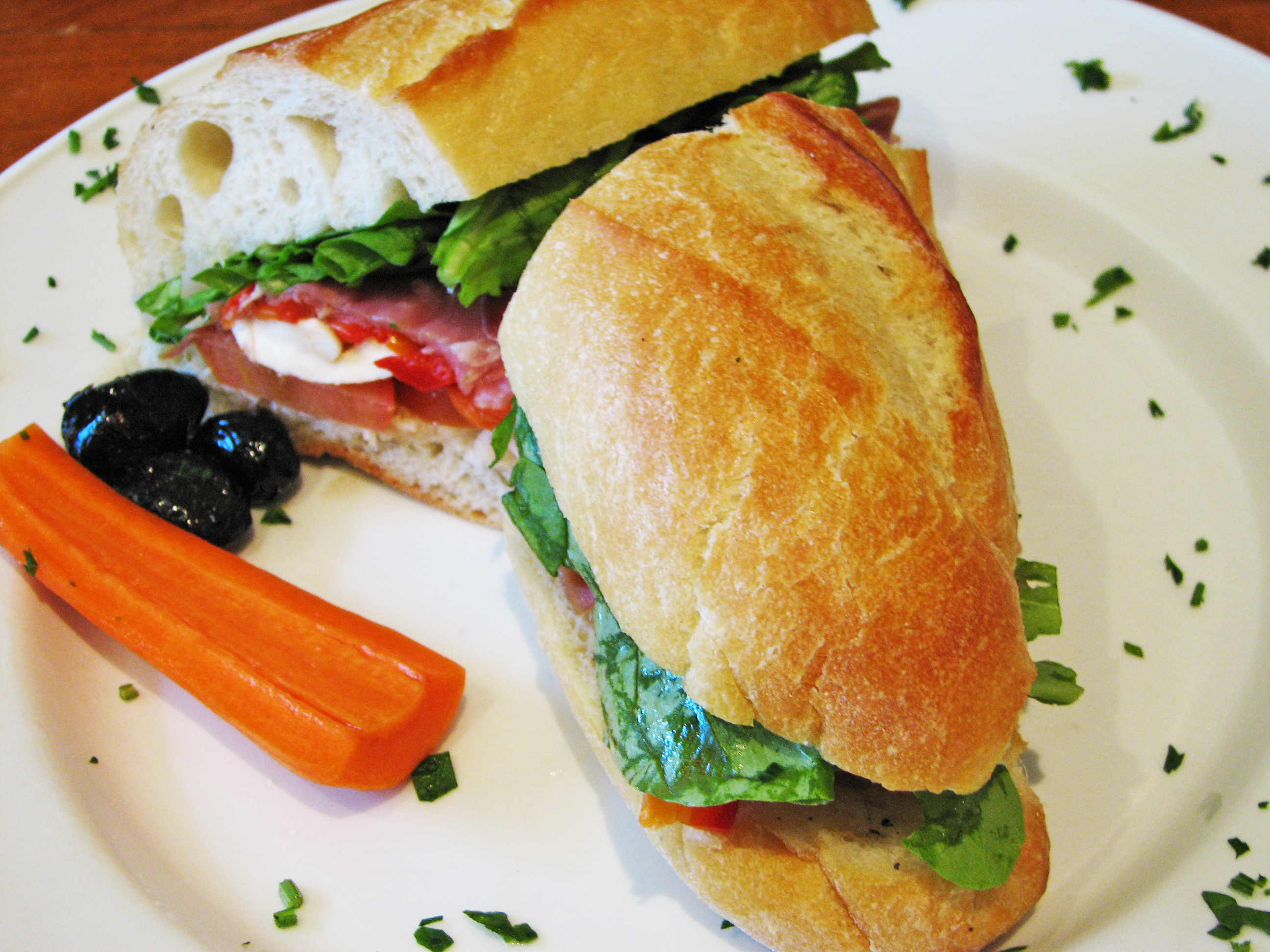
イタリアのパニーノ

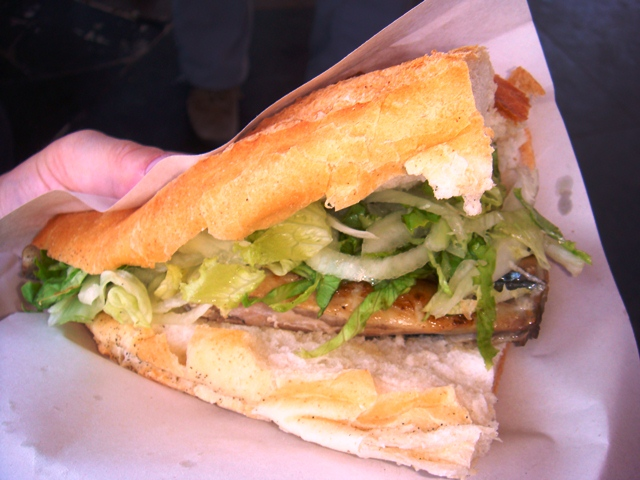
トルコの鯖サンド（バルク・エキメキ）

パン
フランス
バゲット類のサンドイッチが主流で、パンの表面がパリパリとしていて腰があり崩れにくい。他にクロワッサンを用いたものもある。ビストロなどで座って食べる温かいタイプとしては前述のクロックムッシュも極めて一般的である。 なお呼称は、英語のsandwich（発音は[sɑ̃.dwitʃ]）が使われるが、複数形はsandwichs(×-es)で、性は男性が普通。

ドイツ
もっぱら硬い（ハード系）パンが用いられ、薄くスライスした田舎パンや、水平に切れ目を入れて上下に二分割した小麦の丸パンが主流。オープンサンドイッチ (belegtes Brot) の形でも喫食される。
イギリス
柔らかい（ソフト系）パン（日本人が「食パン」と呼ぶもの）をスライスしたものを用いるサンドイッチがあり、パン耳を切り落とすものも、パン耳をつけたままのものもある。他にもベーグル、ロールパン等を使うこともある。
日本
食パンから耳を切り落としたやわらかい部分等、柔らかいパンを使ったタイプ（イギリスのいくつかあるタイプのひとつに倣ったもの）が主流である。 詳細後述。

具材
具材は特に限定されていない。一般的な物としては次のようなものがある。
- ハムやソーセージ、ローストビーフ等の肉類
- スモークサーモン、小エビ、ツナ缶等の魚介類（マリネや油漬けなどの調理を施したものも）
- 茹で卵（スライス、もしくはみじん切りにしてマヨネーズと和える）や薄焼き卵、オムレツなどの調理された鶏卵
- キュウリやトマトやレタスやオリーブの実やビーンズやポテトサラダ 等の野菜類（野菜惣菜類）
- ピクルス
- カツレツ、フライドチキン、唐揚げ、魚介類のフライ、コロッケ、フライドポテト等の揚げ物類（フライ類）
- チーズや生クリーム等の乳製品
- ジャムやピーナッツバター等のスプレッド類
- イチゴやバナナ等果物を使ったフルーツサンド

調理法
パンはそのまま、あるいはトーストにして、通常はバター、マーガリン、マヨネーズ、マスタードなどを塗ってから具を挟む。これにはパンが具材の水分を吸うのを防ぐ目的もある。
食パンを用いる場合、1斤を8枚から14枚の薄切りにしたものを使うのが一般的である。具を挟んだ後、布巾をかけて軽く上から重しを置き、パンと具材の密着度を高めると、食べる際にバラバラにならない。
複数の具材を挟み込むことも多く、特にベーコン・レタス・トマトの組み合わせはその頭文字を取ってBLTサンドと呼ばれ、定番サンドイッチの一つとなっている。BLTサンドは塩とマヨネーズのみで味付けするのが本来のレシピだが、日本ではトマトケチャップが用いられることが多い。
ピクルスが付け合せとして添えられたり、具材の一つとして用いられることがある。
クロックムッシュについては、原則サンドイッチの一種に分類されるものの、調理法としては独特の面もあるためその項目を参照のこと。

### 日本のサンドイッチ

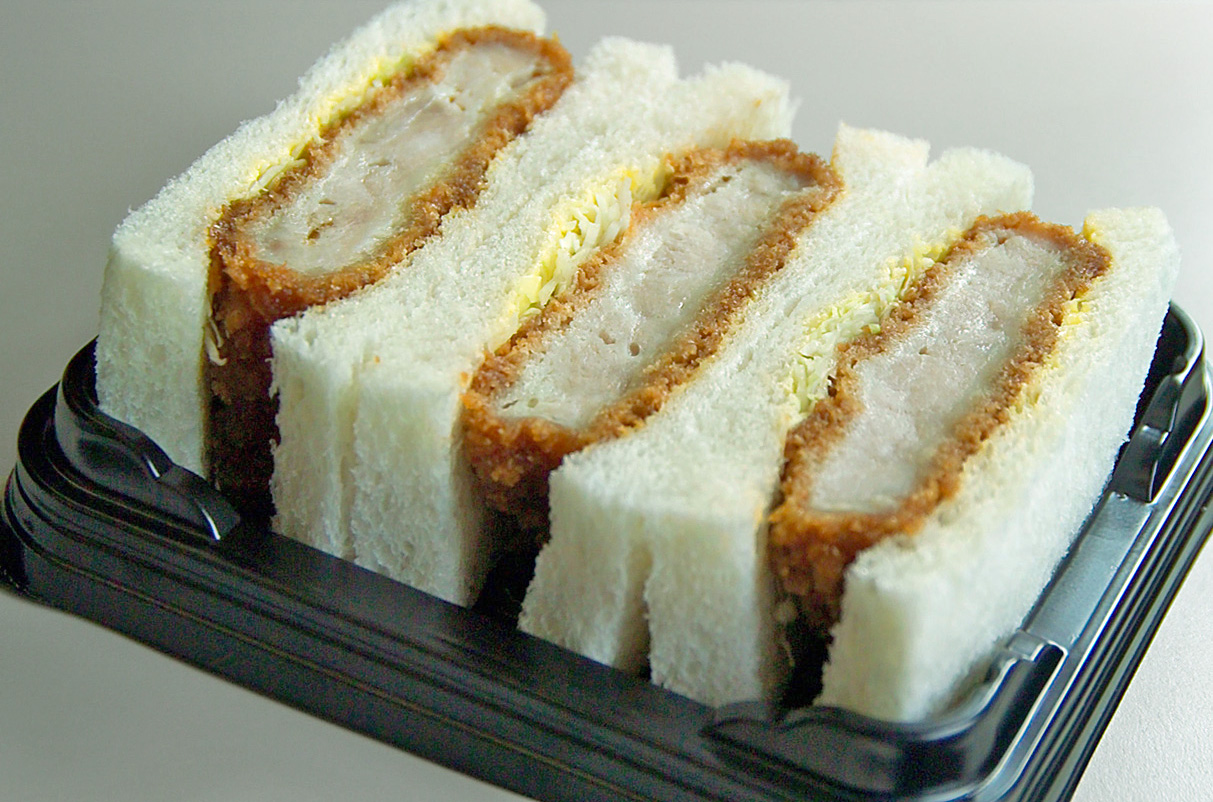
カツサンド（日本）

洋食の普及にともなってサンドイッチも認知されるようになり、軍隊のレシピ集『軍隊調理法』に収録された。駅弁としては1892年（明治25年）、神奈川県鎌倉市大船の大船軒が大船駅で販売したものが日本最初とされる。1935年（昭和10年）ごろには、東京の豚カツ屋の井泉が花柳界の芸者たちのためにトンカツのサンドイッチ（カツサンド）を作り始めた。
日本では、食パンで挟んだサンドイッチを斜めに切り、三角形の形で提供する文化が普及している。これは1950年（昭和25年）に東京都台東区のパン店で、サンドイッチの中身に何が入っているか見えるよう、斜めに切ったのが始まりとされる。さらに、1964年東京オリンピックの際に三角形のサンドイッチを販売したことで普及したとされる。
昭和時代後期までの日本では白い食パンで作るものが主流で、他のパンを用いたものは浸透していなかった。飲食店では洋皿の上に紙ナプキンを敷き、その上にサンドイッチを配置しパセリを添えて提供することが多かった。また、マスタードが一般的でなかったため、練りからしが代用として用いられた。デパートの大食堂や喫茶店などでは、サンドイッチも定番のひとつとしてメニューに掲載された。具材としては、野菜、ハム、卵などを挟んだものがあった。軽食として提供されたため、全体量も具も少なめであった。
1992年には日本に米国のサブウェイが進出した。サブウェイはそれまで日本では珍しかった、大型のバンを用いた「サブマリン」型のサンドイッチを提供した。サブウェイのチェーン店が増えるにつれ、日本でも「サブマリン」型のサンドイッチが普及した。また、サブウェイの、客が具材を指定し客の眼の前で店員がサンドイッチを調理する方式は、日本では珍しかった。
日本では他国では珍しい具材を用いたサンドイッチが開発された。焼きそばやスパゲッティなど麺類を用いたサンドイッチは中京圏の喫茶店が発祥とされる。また、和風食材の海苔やじゃこを用いたものや、つぶあん、こしあん、うぐいすあん、白あんなどの餡類を用いたものもある。
コンビニエンスストアでは、サンドイッチをおにぎりと共に定番商品のひとつとして扱っている。耳を切り落とした食パンで作られたサンドイッチを、プラスチック（ビニール）の袋に詰めて棚に並べて販売するものが主流であるが、それ以外にも様々な種類のサンドイッチが販売されている。近年では、ハード系のパンを用いたものが販売されることも増えたが、ソフト系のパンのものに比べて高価であることが多い。
小売されるサンドイッチは製パン業界や流通業においては調理パンに分類される。
和製英語で具材やパンの名前をつけて「○○サンド」と呼ぶことがある。なお、英語では日本のようにサンドイッチや「挟む」意味で「sand」を用いることは無く、いずれの意味でも「sandwich」を用いる。英語で「sand」は「砂」を意味する。ただし、「sandwich」を「sand.」と略記することがある。

## サンドイッチ店

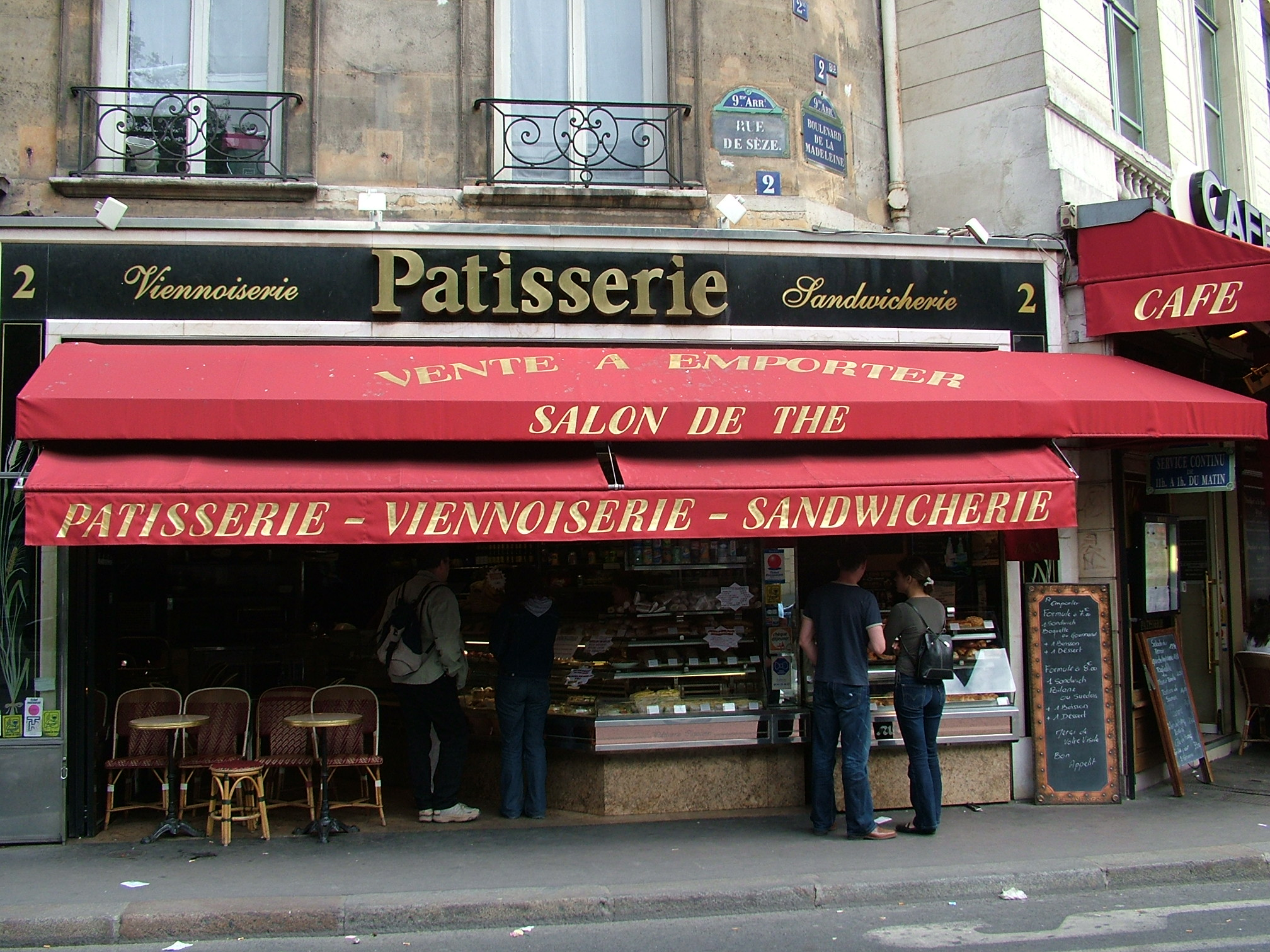
パリのパティスリー兼サンドイッチ店。サンドイッチ専業の店（や売り場）はサンドウィッシュリ sandwicherie と呼ばれる（:fr:sandwich#Présentation générale）。

ヨーロッパの街角では、サンドイッチ店であることを明示した店舗も多い。短時間で、比較的安価に食事ができるため重宝がられている。コーヒー店なども兼ねていることが多い。
アメリカ合衆国ではデリカテッセンの主力商品のひとつである。
人気の店の中にはチェーン店化に成功しているところもあり、そのうちのいくつかは日本にも進出している。日本で生まれたサンドイッチチェーン店もある。
主要チェーン
- サブウェイ
- クイズノス・サブ
- 神戸サンド屋
- グルメ杵屋（1986年、旧株式会社グルメを合併）
- インターリュード
- マクドナルド
- アール・オブ・サンドウィッチ

## 派生的・比喩的用法
パンで挟む調理法に因んで、両側から挟まれた状態を「サンドイッチ（された）」ということがある。
- アイスクリームをクッキーなどで挟んだ菓子はアイスクリームサンドイッチやクッキーサンドイッチなどと呼ばれる。これらは通常、料理としてのサンドイッチには含めない。
- 広告を書いた板に挟まれた格好で街中で宣伝を行う者をサンドイッチマンと呼ぶ。
- プロレスのタッグマッチで前後から相手選手を挟む連係攻撃を「サンドイッチ（式）○○」と呼ぶ（サンドイッチラリアットなど）。
- 日本、中国の両経済大国の間に位置し、低賃金の中国、高い技術力の日本の間に挟まれた状態で身動きが取れない韓国経済の状況をサムスングループの総帥である李健熙[16][17]らは「サンドイッチ」と呼んだ。